# 姆布魨
姆布魨，俗稱為皇冠河豚或皇冠狗頭，為輻鰭魚綱魨形目四齒魨亞目四齒魨科的其中一種，為熱帶淡水魚，分布於非洲坦干伊喀湖及剛果河流域，體長可達67公分，棲息在底層水域，生活習性不明，有毒性。